# Haskovo
Haskovo (în bulgară Хасково) este un oraș în comuna Haskovo, regiunea Haskovo,  Bulgaria. 

## Demografie
Componența etnică a orașului Haskovo
     Turci (16,37%)
     Bulgari (71,82%)
     Nicio identificare (10,37%)
     Altele (2,35%)
La recensământul din 2011, populația orașului Haskovo era de 76.397 locuitori. Din punct de vedere etnic, majoritatea locuitorilor (71,82%) erau bulgari, cu o minoritate de turci (16,37%). Pentru 10,37% din locuitori nu este cunoscută apartenența etnică.

## Personalități născute aici
- Grigor Dimitrov (n. 1991), tenismen.